# Neupré
Neupré (valonă Li Noûpré) este o comună francofonă din regiunea Valonia din Belgia. Comuna este formată din localitățile Éhein, Neuville-en-Condroz, Plainevaux și Rotheux-Rimière. Suprafața totală a comunei este de 31,69 km². La 1 ianuarie 2008 comuna avea o populație totală de 9.685 locuitori. 
1. ↑  Crossroad Bank of Enterprises, accesat în 21 octombrie 2023